# Malin Jacobson Båth
Malin Christina Jacobson Båth, tidigare Jacobson, född 2 mars 1966 i Stockholm, är en svensk reporter och programledare i TV.
Jacobson Båth har under flera år figurerat i TV-program inom kultursfären på SVT. Hon är programledare för Kulturnyheterna och har varit reporter i Kobra. Sedan 2013 leder hon Fråga kultureliten.